# Daan Heymans
Daan Heymans (ur. 15 czerwca 1999 w Turnhout) – belgijski piłkarz występujący na pozycji pomocnika. Wychowanek KSK Retie. Młodzieżowy reprezentant Belgii.